# Louis James Alfred Lefébure-Wély
Louis James Alfred Lefébure-Wély (ur. 13 listopada 1817 w Paryżu, zm. 31 grudnia 1869 tamże) – francuski organista i kompozytor.
Był organistą w kościele Saint Roch w Paryżu (1841−1846), następnie w kościele de la Madeleine w Paryżu (1847−1857) i w kościele św. Sulpicjusza w Paryżu (1863−1869). Został pochowany na cmentarzu Père Lachaise w Paryżu.
Ważniejsze utwory:
- 6 ofertoriów op. 34 (ok. 1857)
- 6 wielkich ofertoriów op. 35 (ok. 1857)
- 6 utworów na organy (3 marsze i 3 podniesienia) op. 36 (1863)
- Medytacje religijne op. 122 dla Jej Królewskiej Mości Królowej Hiszpanii Izabeli II (1858)
- L’Office Catholique (120 części w dziesięciu suitach, napisane na harmonium lub organy piszczałkowe) op. 148, hołd dla biskupa Carcassonne kardynała François-Alexandre de La Bouillerie (1861)
- Bolero koncertowe op. 166 (1865)
- L’Organiste Moderne (utwory organowe we wszystkich gatunkach w 12 zeszytach, hołd dla Abbé Hamona − proboszcza St. Sulpice (1867−69)